# محطة قطار بيستون
محطة قطار بيستون (بالإنجليزية: Beeston railway station)‏‏ هي محطة قطار في المملكة المتحدة، تُشغلها قطارات إيست ميدلاند. افتُتحت هذه المحطة في 1839، ويبلغ عدد مسارات أرصفتها 2.

## معرض صور

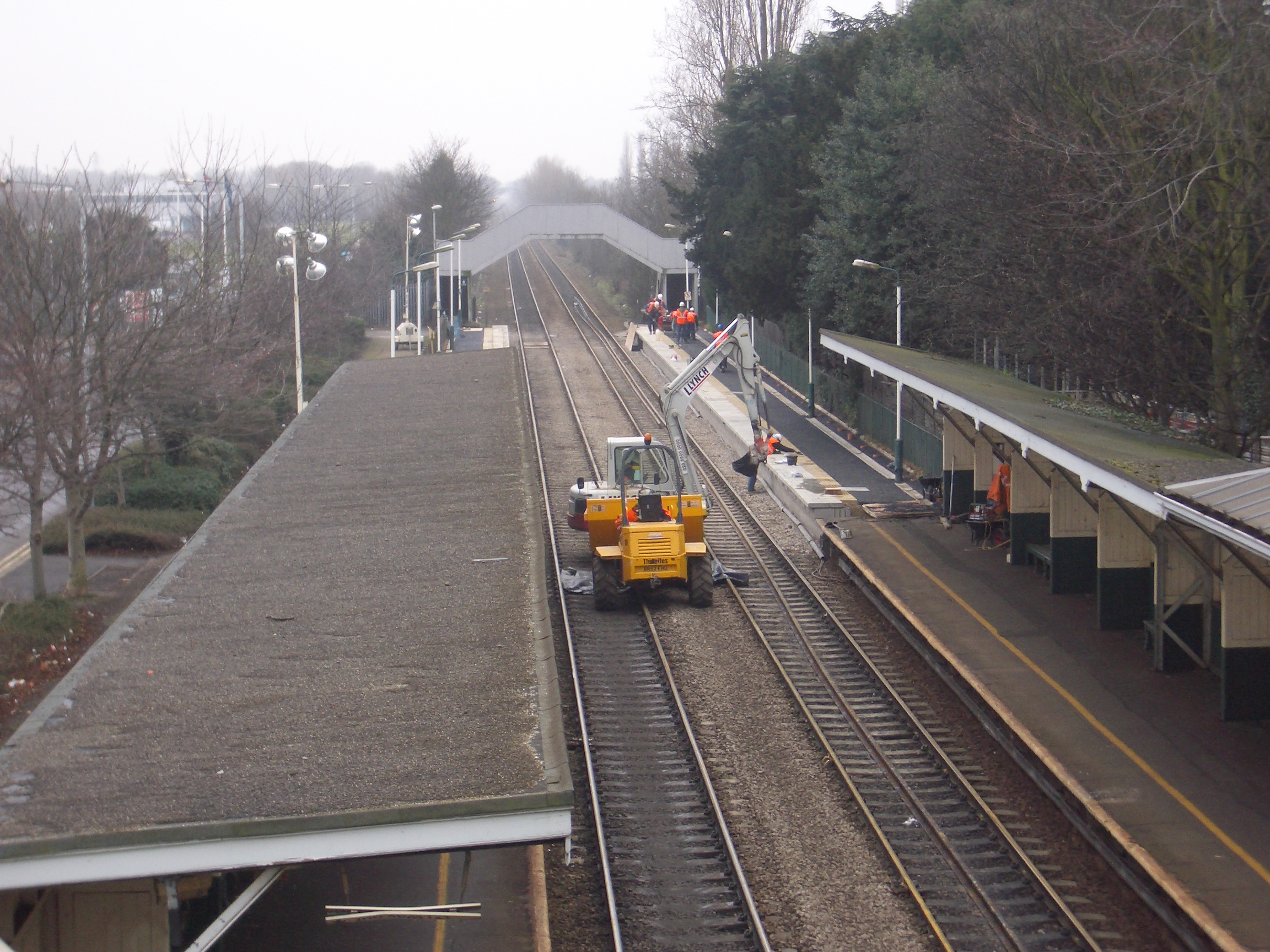
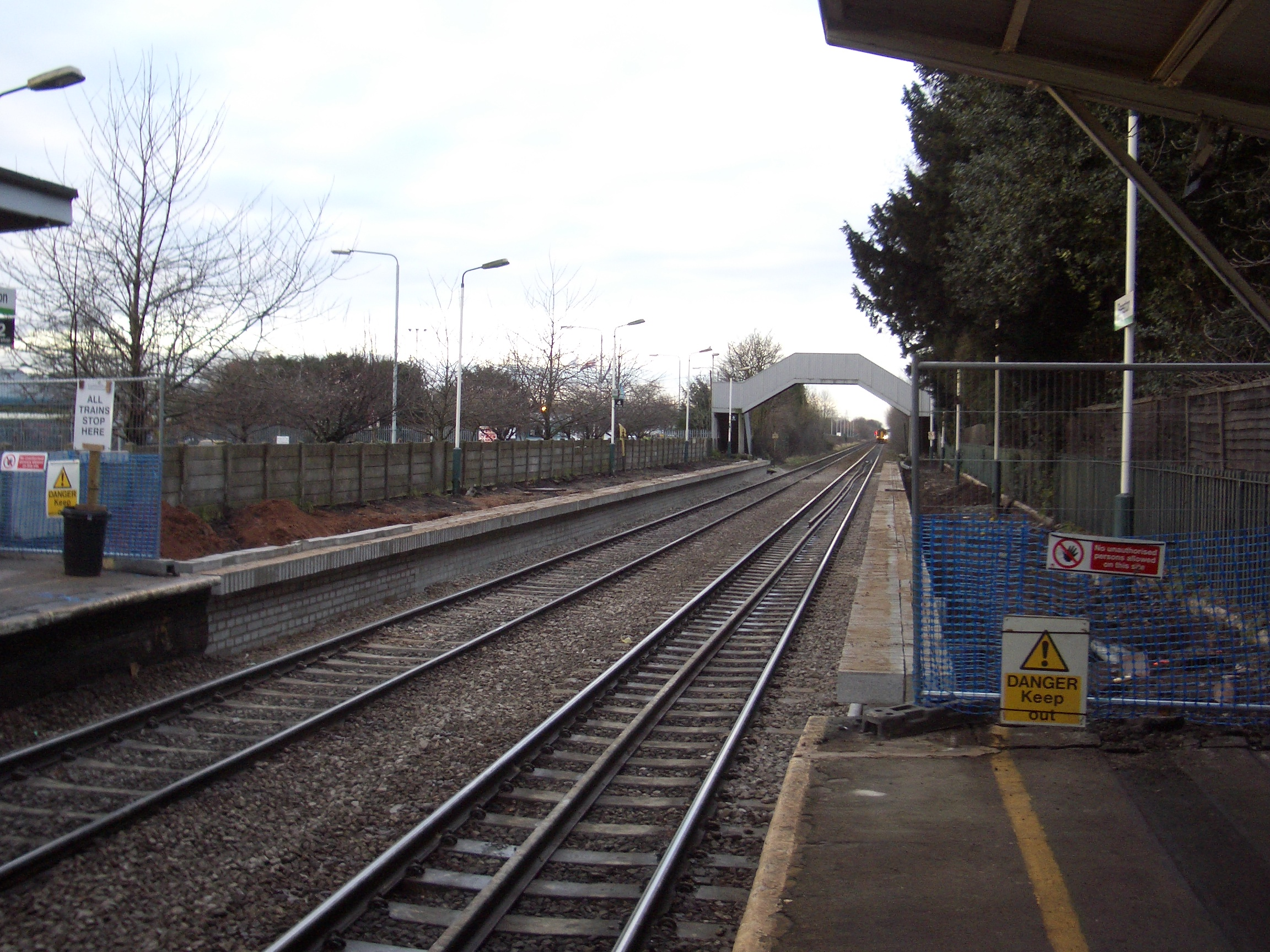
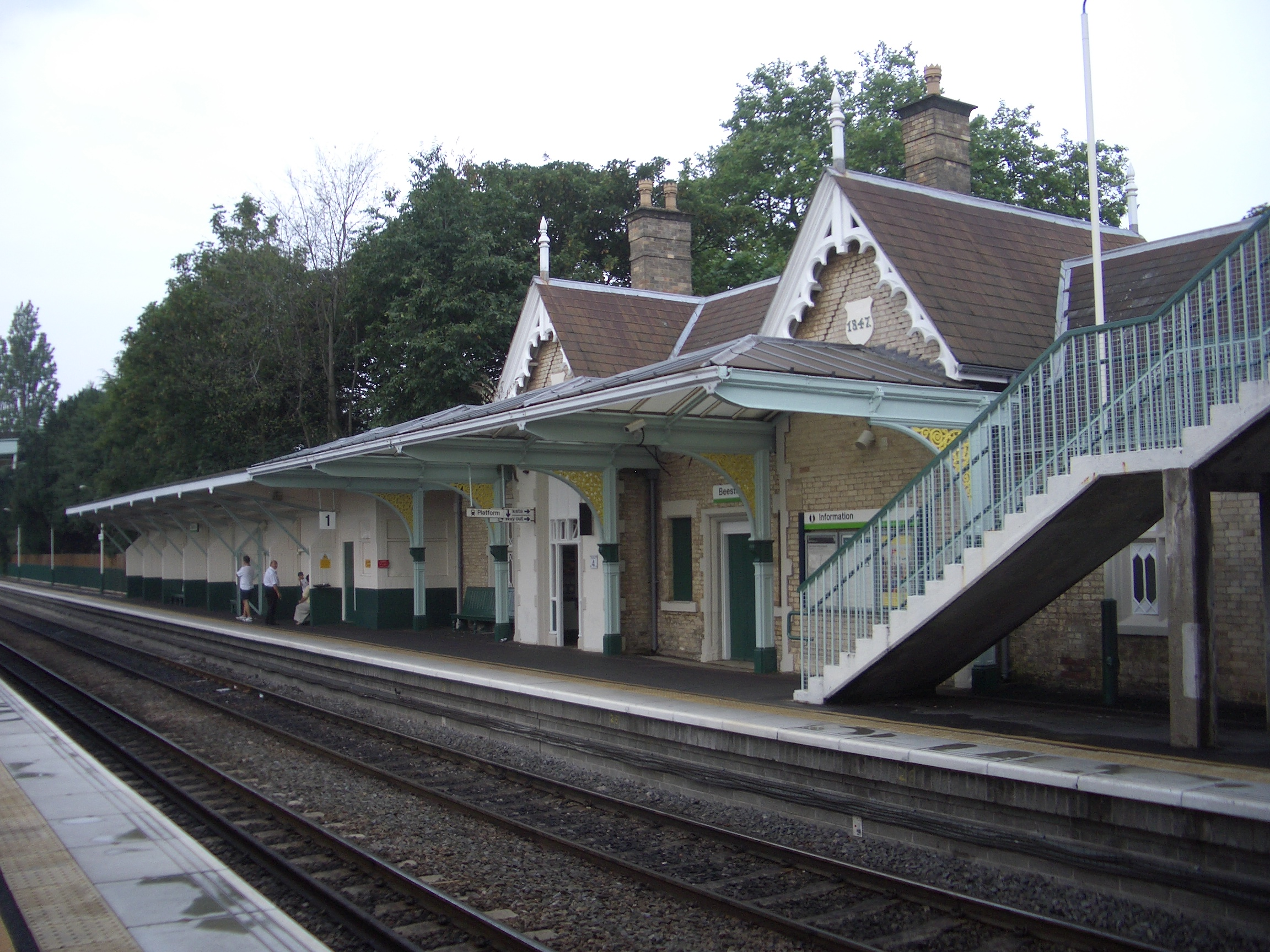
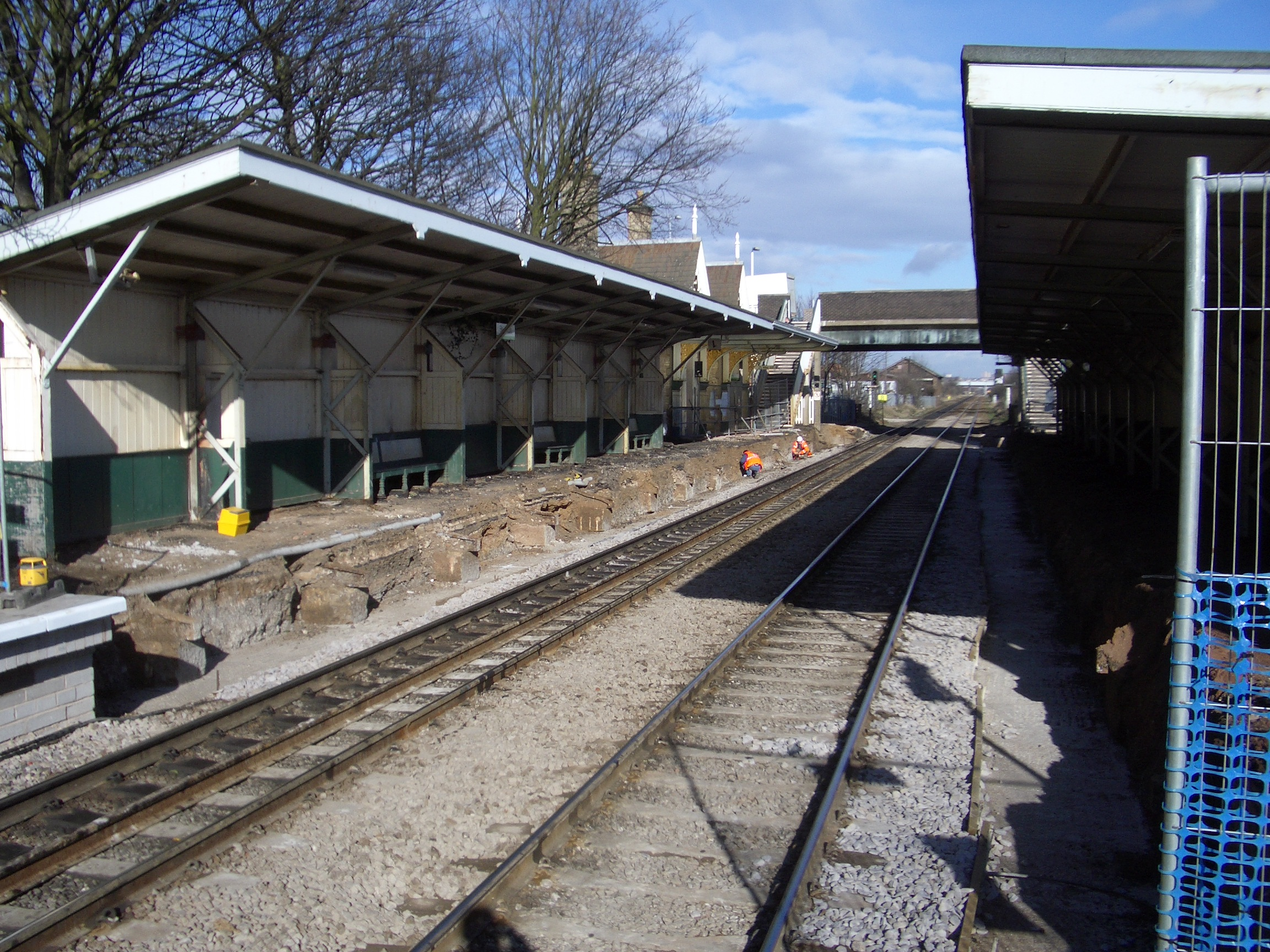
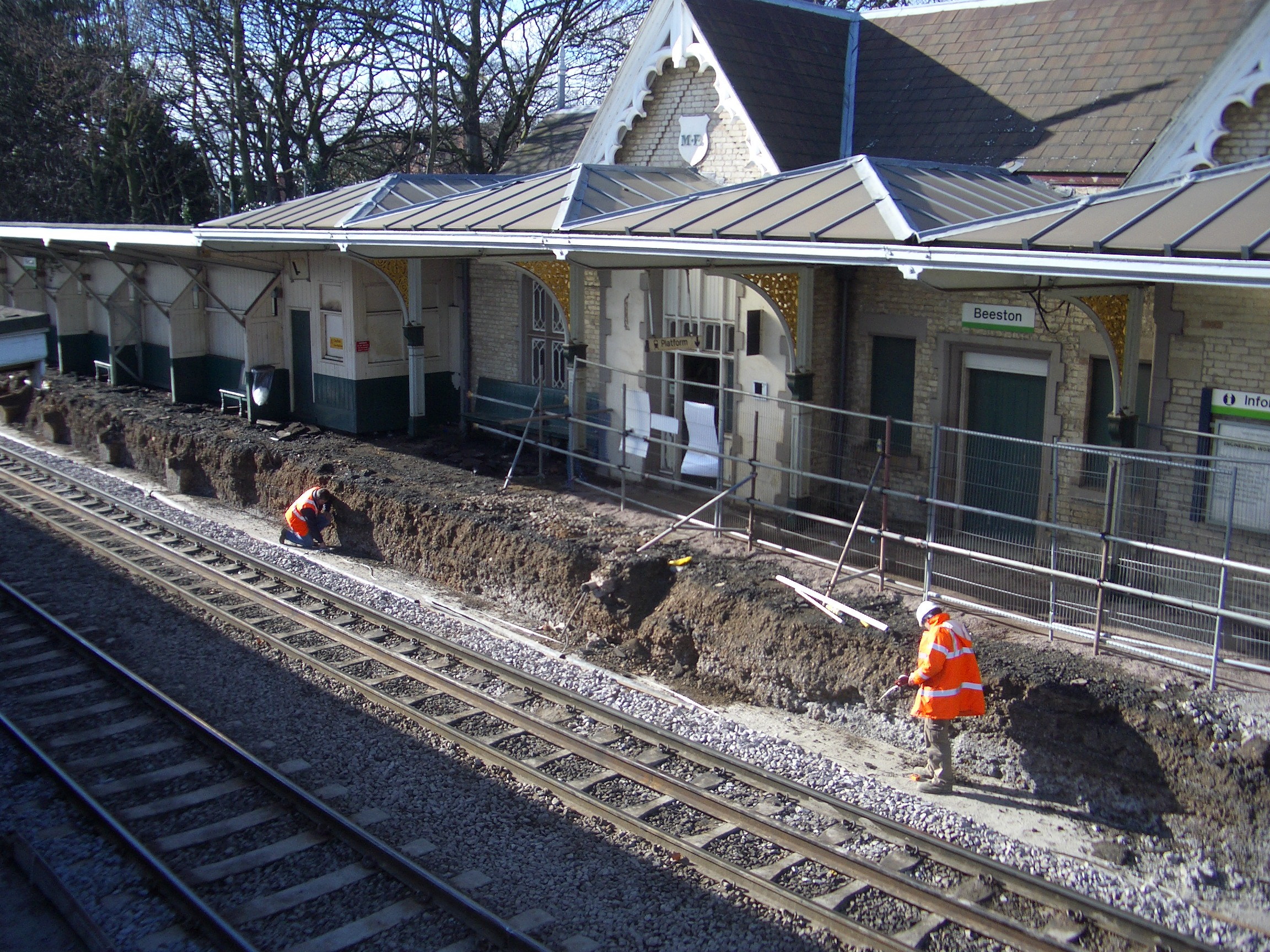
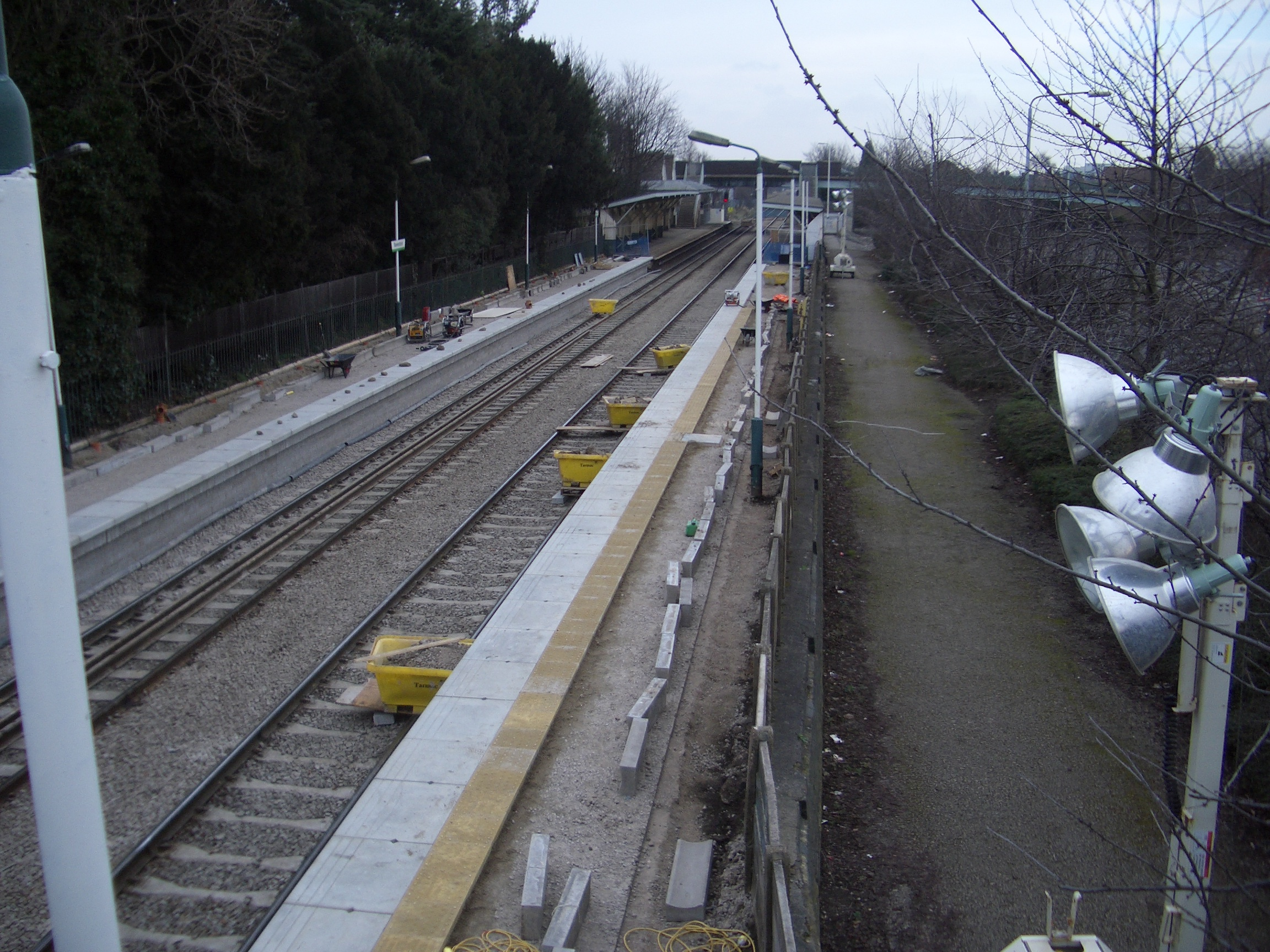